# Parafia św. Anny w Chicago
Parafia św. Anny w Chicago (ang. St. Ann's Parish) – parafia rzymskokatolicka położona w Chicago w stanie Illinois, Stany Zjednoczone.
Jest ona wieloetniczną parafią w zachodniej dzielnicy Chicago, zwanej Pilsen, z mszą św. w j. polskim dla polskich imigrantów.
Parafia została poświęcona św. Annie.

## Szkoły
- St. Anne School